# Севт (гипарх Керсоблепта)
Севт (IV век до н. э.) — гипарх (наместник) при одрисском царе Керсоблепте. По одной из версий он мог быть идентичен Севту III.
О гипархе одрисского царя Керсоблепта (правил в 360/359 по 342/341 годы до н. э.) сообщал в своих «Стратегемах» Полиэн. Когда Керсоблепт испытывал нужду в деньгах, то Севт приказал каждому из многочисленных земледельцев засеять пашни на пять медимнов. После сбора богатого урожая тот в приморских городах был продан за большие деньги, которые Севт и передал Керсоблепту.
Как отметил Хр. М. Данов, при заключении сделки (вероятно, в Эносе) Севт несколько снизил первоначальную стоимость. В издании «Стратегем» Полиэна под редакцией А. К. Нефёдкина сказано, что описанные события, произошедшие после 359 года до н. э., дают представление о характере взимания податей с фракийцев. В некоторых случаях одрисские цари получали не часть урожая, объём которого было невозможно установить заранее, а определённый доход с наделов. По замечанию К. А. Анисимова, земледелие являлось важным источником доходов как для царей, так и их наместников, и из источников известны «примеры экстренной эксплуатации сельскохозяйственных возможностей их земельных владений». При этом ранее, при Котисе I (правил между 384/382 и 360 годами до н. э.), засевали сверх обычного по три медимна. По мнению С. М. Крыкина, одрисы старались влиться в рыночную систему античного мира. В Паули-Виссова отмечено, что гипарх Севт мог быть идентичен Севту III.